# (32063) Pusapaty
(32063) Pusapaty est un astéroïde de la ceinture principale.

## Description
(32063) Pusapaty est un astéroïde de la ceinture principale. Il fut découvert le 9 mai 2000 à Socorro (Nouveau-Mexique) par le projet LINEAR. Il présente une orbite caractérisée par un demi-grand axe de 2,54 UA, une excentricité de 0,07 et une inclinaison de 5,7° par rapport à l'écliptique.
La planète mineure a été nommée d'après Sai Sameer Pusapaty, à qui a été décerné la deuxième place à la Foire internationale des Sciences et de l'Ingénierie Intel 2015 pour son projet d'ingénierie environnementale.

## Compléments